# Festival international de bande dessinée de Belo Horizonte
Pour les articles homonymes, voir Festival de la bande dessinée.
Le Festival Internacional de Quadrinhos (FIQ) est un festival de bande dessinée qui se tient tous les deux ans à Belo Horizonte (Brésil).

## Histoire
En 1997, la troisième édition de Bienal Internacional de Quadrinhos (Biennale internationale de la bande dessinée) s'est tenue à Belo Horizonte. Il s'agissait d'un événement bisannuel de bande dessinée organisé à Rio de Janeiro en 1991 et 1993 (l'édition de 1995 n'a pas eu lieu parce qu'elle a perdu le soutien financier de mairie de Rio de Janeiro, ce qui a changé l'événement à Belo Horizonte). Avec l'annulation définitive de Bienal après l'édition de 1997, le Festival Internacional de Quadrinhos (Festival international de la bande dessinée) a été créé en 1999, avec la même proposition de l'événement précédent qui était de présenter des expositions d'artistes de bandes dessinées du monde entier et donner la possibilité pour les auteurs brésiliens indépendants de présenter leurs œuvres.
La première édition de FIQ était organisée par la mairie de Belo Horizonte et comportait des expositions, des débats, des conférences et une foire de la bande dessinée. L'événement a eu lieu principalement dans le Centre Culturel de l'UFMG, en plus d'avoir des expositions dans les bibliothèques de la ville. La France a été le premier pays honoré, comptant sur des expositions spéciales, dont une en l'honneur de l'artiste François Boucq. L'invité d'honneur de cette édition était le dessinateur Angeli. Dès lors, l'événement a maintenu la périodicité bisannuelle. En 2011, en plus de l'invité d'honneur, un pays a également été honoré. À partir de l'édition 2013, l'événement n'a pas eu de pays honorés, ayant à la place des expositions et des invités de nombreux pays différents. Dans chaque édition, un artiste brésilien est choisi comme invité d'honneur, avec des expositions sur son travail. Cet invité, généralement, est également responsable de l'illustration de l'affiche de l'événement,. En 2017, l'événement n'a pas eu lieu en raison du manque d'argent de la ville de Belo Horizonte. L'édition de cette année a été transférée au premier semestre de 2018, en passant à être bisannuelle réalisée dans les années paires depuis lors.

## Prix
Le Festival Internacional de Quadrinhos a remporté Troféu HQ Mix, le principal prix de la bande dessinée brésilienne, dans la catégorie «Meilleur événement» en 2004, 2006, 2008, 2010, 2012 et 2014. Certaines des expositions tenues à le FIQ ont également été récompensées dans la catégorie «Meilleur exposition»: : "Angeli, o matador" (2000), "Mozart Couto" (2004), "Batman 70 Anos" (2010), "Criando Quadrinhos - da ideia à página impressa" (2012) e "Ícones dos Quadrinhos" (2014),,,,,,.
Le festival a également reçu, en 2012, le Trophée Jayme Cortez, destiné à récompenser les grandes contributions à la bande dessinée brésilienne.

## Lieux et dates
| No. | Dates                | Emplacement                          | Invité d'honneur   | Pays honoré  | Référence |
| --- | -------------------- | ------------------------------------ | ------------------ | ------------ | --------- |
| 1   | 1–5 decembre 1999    | Centre Culturel de l'UFMG            | Angeli             | France       | [ 2 ]     |
| 2   | 10–14 octobre 2001   | Matriz Casa Cultural                 | Jô Oliveira        | Argentine    | [ 14 ]    |
| 3   | 24–28 septembre 2003 | Casa do Conde                        | Mozart Couto       | Italie       | [ 15 ]    |
| 4   | 5–9 octobre 2005     | Casa do Conde                        | Lourenço Mutarelli | Espagne      | [ 16 ]    |
| 5   | 16–21 octobre 2007   | Serraria Souza Pinto                 | Júlio Shimamoto    | Japon        | [ 17 ]    |
| 6   | 6–12 octobre 2009    | Palácio das Artes / Parque Municipal | Renato Canini      | France       | [ 18 ]    |
| 7   | 9–13 novembre 2011   | Serraria Souza Pinto                 | Mauricio de Sousa  | Corée du Sud | [ 3 ]     |
| 8   | 13–17 novembre 2013  | Serraria Souza Pinto                 | Laerte Coutinho    | –            | [ 4 ]     |
| 9   | 11–15 novembre 2015  | Serraria Souza Pinto                 | Antonio Cedraz     | –            | [ 19 ]    |
| 10  | 30 mai–3 june 2018   | Serraria Souza Pinto                 | Érica Awano        | –            | [ 20 ]    |